# Ɔŋ (digramme)
Cette page contient des caractères spéciaux ou non latins. S’ils s’affichent mal (▯, ?, etc.), consultez la page d’aide Unicode.
Ɔŋ (minuscule ɔŋ) est un digramme de l'alphabet latin composé d'un O ouvert (Ɔ) et d'un Eng (Ŋ). 

## Linguistique
- En bassa, le digramme « ɔŋ » note la voyelle [ɔ] nasalisée. La lettre Ɔ cédille (Ɔ̧) peut avoir la même utilisation.

## Représentation informatique
Comme la majorité des digrammes, il n'existe aucun encodage de Ɔŋ sous un seul signe, il est toujours réalisé en accolant un Ɔ et un Ŋ,.